# Seznam zápasů české a finské hokejové reprezentace
Toto je seznam zápasů české a finské hokejové reprezentace na ZOH a MS.

## Lední hokej na olympijských hrách
| Datum     | Číslo | Česko | Výsledek | Zápas       | ZOH  | Místo       | Branky České republiky                           |
| --------- | ----- | ----- | -------- | ----------- | ---- | ----------- | ------------------------------------------------ |
| 12.2.1994 | 1     | Česko | 1:3      | ZS          | 1994 | Lillehammer | Kamil Kašťák                                     |
| 13.2.1998 | 2     | Česko | 3:0      | ZS          | 1998 | Nagano      | Pavel Patera • Robert Reichel • Vladimír Růžička |
| 18.2.2006 | 3     | Česko | 2:4      | ZS          | 2006 | Turín       | 2x Marek Židlický                                |
| 25.2.2010 | 4     | Česko | 0:2      | čtvrtfinále | 2010 | Vancouver   | Ne                                               |

## Mistrovství světa v ledním hokeji
| Datum     | Číslo | Česko | Výsledek | Zápas         | MS   | Místo           | Branky České republiky                                               |
| --------- | ----- | ----- | -------- | ------------- | ---- | --------------- | -------------------------------------------------------------------- |
| 25.4.1993 | 1     | Česko | 3:1      | ZS            | 1993 | Dortmund        | Petr Hrbek • Jiří Doležal • Martin Hosták                            |
| 25.4.1994 | 2     | Česko | 4:4      | ZS            | 1994 | Canazei         | Richard Žemlička • Tomáš Sršeň • Martin Ručinský • Jiří Dopita       |
| 23.4.1995 | 3     | Česko | 3:0      | ZS            | 1995 | Stockholm       | Radek Bělohlav • Roman Meluzín • Jiří Dopita                         |
| 5.5.1995  | 4     | Česko | 0:3      | semifinále    | 1995 | Stockholm       | Ne                                                                   |
| 23.4.1996 | 5     | Česko | 4:2      | ZS            | 1996 | Vídeň           | Robert Lang • František Kaberle • Viktor Ujčík • Jiří Kučera         |
| 27.4.1997 | 6     | Česko | 2:1      | ZS            | 1997 | Helsinky        | 2x Martin Procházka                                                  |
| 12.5.1998 | 7     | Česko | 1:4      | 1. semifinále | 1998 | Curych          | Pavel Patera                                                         |
| 14.5.1998 | 8     | Česko | 2:2      | 2. semifinále | 1998 | Curych          | 2x Marián Kacíř                                                      |
| 15.5.1999 | 9     | Česko | 3:1      | 1. finále     | 1999 | Lillehammer     | František Kaberle • Martin Ručinský • Radek Dvořák                   |
| 16.5.1999 | 10    | Česko | 1:4      | 2. finále     | 1999 | Lillehammer     | Viktor Ujčík                                                         |
| 16.5.1999 | 11    | Česko | 1:0      | finále        | 1999 | Lillehammer     | Jan Hlaváč                                                           |
| 7.5.2000  | 12    | Česko | 4:6      | OS            | 2000 | Petrohrad       | František Kaberle • Václav Prospal • Michal Sýkora • Jiří Dopita     |
| 13.5.2001 | 13    | Česko | 3:2 PP   | finále        | 2001 | Hannover        | Martin Procházka • Jiří Dopita • David Moravec                       |
| 30.4.2003 | 14    | Česko | 2:1      | ZS            | 2003 | Turku           | Milan Hejduk • Martin Straka                                         |
| 9.5.2006  | 15    | Česko | 3:3      | ZS            | 2006 | Riga            | Martin Erat • Jaroslav Balaštík • Jan Hlaváč                         |
| 20.5.2006 | 16    | Česko | 3:1      | semifinále    | 2006 | Riga            | Tomáš Plekanec • David Výborný • Jaroslav Hlinka                     |
| 29.4.2009 | 17    | Česko | 3:4      | ZS            | 2009 | Kloten          | Tomáš Rolinek • Miroslav Blaťák • Aleš Kotalík                       |
| 20.5.2010 | 18    | Česko | 2:1 SN   | čtvrtfinále   | 2010 | Kolín nad Rýnem | Jakub Klepiš • Jan Marek(rozhodující SN)                             |
| 4.5.2011  | 19    | Česko | 2:1      | ZS            | 2011 | Bratislava      | Milan Michálek • Jaromír Jágr                                        |
| 20.5.2012 | 20    | Česko | 3:2      | 3. místo      | 2012 | Helsinky        | Petr Průcha • Jiří Novotný • David Krejčí                            |
| 24.5.2014 | 21    | Česko | 0:3      | semifinále    | 2014 | Minsk           | Ne                                                                   |
| 14.5.2015 | 22    | Česko | 5:3      | čtvrtfinále   | 2015 | Praha           | 2x Jan Kovář • 2x Jaromír Jágr • Vladimír Sobotka                    |
| 8.5.2017  | 23    | Česko | 4:3 SN   | ZS            | 2017 | Paříž           | Roman Horák • Radko Gudas • Jan Kovář • Robin Hanzl (rozhodující SN) |
| 3.6.2021  | 24    | Česko | 0:1      | čtvrtfinále   | 2021 | Riga            | Ne                                                                   |
| 24.5.2022 | 25    | Česko | 0:3      | ZS            | 2022 | Tampere         | Ne                                                                   |
| 10.5.2024 | 26    | Česko | 1:0 SN   | ZS            | 2024 | Praha           | Ondřej Kaše (rozhodující SN)                                         |
| Zdroj     |       |       |          |               |      |                 |                                                                      |

## Světový pohár v ledním hokeji
| Datum     | Číslo | Česko | Výsledek | Zápas            | SP   | Místo    | Branky České republiky                    |
| --------- | ----- | ----- | -------- | ---------------- | ---- | -------- | ----------------------------------------- |
| 27.8.1996 | 1     | Česko | 3:7      | Evropská skupina | 1996 | Helsinky | Radek Bonk • Robert Reichel • Jiří Dopita |
| 30.8.2004 | 2     | Česko | 0:4      | Evropská skupina | 2004 | Helsinky | Ne                                        |